# 2032
Het jaar 2032 is een jaartal in de 21e eeuw volgens de christelijke jaartelling.

## Gebeurtenissen
- 1 januari - Bankbiljetten met de valuta gulden kunnen niet meer bij De Nederlandsche Bank ingeleverd worden.
- Van 23 juli tot en met 8 augustus worden de 35e Olympische Zomerspelen gehouden in Brisbane.
- November: Mercuriusovergang